# Станкевич, Сергей Борисович
Серге́й Бори́сович Станке́вич (род. 25 февраля 1954 года, гор. Щёлково, Московская область, РСФСР, СССР) — советский и российский политик, историк и политолог, народный депутат СССР. Депутат Госдумы 1-го созыва (в 1994-6).
Кандидат исторических наук.

## Биография
В 1977 году окончил исторический факультет Московского педагогического института имени В. И. Ленина. Преподавал в Московском институте нефтехимической и газовой промышленности имени И. М. Губкина. Затем до 1990 года работал старшим научным сотрудником в Институте всеобщей истории АН СССР, где в 1983 году защитил диссертацию на соискание учёной степени кандидата исторических наук по теме «Борьба в сенате США по социально-экономическим проблемам (1971—1974 гг.)». Автор более 30 статей и книги по политической истории США. Был одним из соавторов книги «Неформалы. Социальные инициативы» (1990). Удостоен награды Американского центра международного лидерства за «большой вклад в развитие общественно-политической мысли в своей стране» (1990).
С именем Станкевича связана история о приватизации им квартиры бывшего советского министра внешней торговли Н. С. Патоличева, а также обвинения в коррупции в связи с проведением в июле 1992 года в Москве фестиваля «Красная Площадь приглашает» (фестиваль оказался глубоко убыточным для городского бюджета, но его организаторы, за которыми стоял Станкевич, получили возможность приобрести крупные объёмы иностранной валюты по льготному «государственному» курсу в условиях галопирующей инфляции).

### Политическая деятельность
В 1986 году вступил в КПСС, в интервью говорил, что сделал это, «когда понял, что перестройка необратима», однако не уточняя, что заявление подал в 1982 году. Член КПСС до 1990 года. В Брежневском райкоме столицы вёл Школу молодого коммуниста, а затем был замруководителя группы контрпропаганды, переименованной в 1987 году в Группу по работе с общественными неформальными организациями. В 1988—1989 годах один из лидеров Московского народного фронта. Был выдвинут кандидатом в народные депутаты на собрании избирателей, проходившем в Битцевском лесопарке.
Во время компании по выборам народных депутатов СССР написал текст телеграммы в защиту Ельцина (в связи с травлей, инициированной письмом рабочего Тихомирова). Впоследствии при участии Александра Музыкантского и Аркадия Мурашёва под телеграммой были собраны подписи ряда других независимых кандидатов и Аркадий Мурашев, баллотировавшийся от Тимирязевского района во время теледебатов зачитал текст телеграммы и список подписантов в прямой эфир. Во второй тур выборов народного депутата СССР от Брежневского (Черемушкинского) района Москвы вышли два «неформальных» кандидата: Сергей Станкевич, представлявший Московский Народный фронт, и известный эколог М. Я. Лемешев, пользовавшийся поддержкой националистов, объединённых на тот момент в общество «Память». И «Память», и Московский народный фронт стянули свои силы в Черемушкинский район. На поддержку Станкевича пришла команда активистов из Октябрьского района. Выборы выиграл Сергей Станкевич, получивший 57 % голосов избирателей.
С апреля 1989 года по январь 1992 года — народный депутат СССР от Черёмушкинского района Москвы, член Верховного Совета СССР. Работал в комитете по законодательству Верховного Совета. Входил в Межрегиональную депутатскую группу.
С марта 1990 года — также депутат Моссовета, в 1990—1992 — первый заместитель председателя Моссовета Г. Х. Попова. По некоторым утверждениям, поскольку он являлся членом команды Ельцина, его «заставили уступить первенство в Моссовете Г. Попову. Тот при голосовании на пост председателя Моссовета набрал всего 280 голосов (минимально необходимое число составляло 235 голосов), а Станкевич, баллотировавшийся на пост первого заместителя, получил 332 голоса». По этому мнению «Имея реальные шансы стать председателем Моссовета, Станкевич вынужден был довольствоваться ролью заместителя Г. Попова». Содействовал перевозке в Москву и установлению на Лубянской площади (тогда площади Дзержинского) Соловецкого камня в 1990 году. Весной 1991 года входил в предвыборный штаб кандидата в президенты РСФСР Б. Н. Ельцина. Во время путча ГКЧП 19—21 августа 1991 года входил в ближайшее окружение президента России Бориса Ельцина. 22 августа [1991 года по решению Моссовета руководил демонтажем памятника Феликсу Дзержинскому на Лубянской площади в Москве, занимался выселением аппарата ЦК КПСС из здания на Старой площади. Передал Берлинскому «Музею стены» мемориальную доску Л. И. Брежнева с дома на Кутузовском проспекте в обмен на фрагмент берлинской стены.
В 1991—1993 годах — руководитель Российского общественно-политического центра.
С июня 1991 года по декабрь 1993 года Станкевич одновременно работал советником президента России по политическим вопросам, формальные именования должностей:
- с 27 июля 1991 года по февраль 1992 года — назначенный президентом государственный советник РСФСР по взаимодействию с общественными объединениями и политическими партиями
- с февраля по май 1992 года — государственный советник Российской Федерации по политическим вопросам
- с мая 1992 года по декабрь 1993 года — советник президента России по политическим вопросам.

Курировал отношения с партиями, профсоюзами, общественными организациями как внутри России, так и в ближнем зарубежье. Выполнял миссии, порученные ему президентом России, — в том числе в Крыму, Приднестровье, Таджикистане.
С декабря 1993 года по декабрь 1995 года — депутат Государственной Думы РФ первого созыва. Избран по федеральному списку Партии российского единства и согласия, входил во фракцию партии.

## Эмиграция и возвращение домой
В 1995 году Станкевич попал у президента в опалу, вследствие чего был вынужден покинуть Россию. По некоторым сведениям, причиной стала его активность, направленная на выдвижение кандидатуры мэра Санкт-Петербурга Анатолия Собчака на выборах 1996 г. в президенты Российской Федерации. В апреле 1995 года Генеральная прокуратура сделала запрос в Госдуму о привлечении депутата Станкевича к уголовной ответственности. В основе обвинения лежала расписка в получении денег, которую Сергей Станкевич будто бы дал бизнесмену при получении взятки. Факт написания «расписки за взятку» следователей почему-то не удивил. Речь шла о плате английской фирмы Burson-Marsteller за презентацию Фестиваля «Красная площадь» в Лондоне, причём адвокат Станкевича и сам Станкевич изначально утверждали, что деньги получены не были, расписка фальшивая, а дело — политическое. Госдума согласия на привлечение к уголовной ответственности депутата Станкевича не дала. В ноябре 1995 года он вместе с семьёй покинул Россию. Проживал недолго в США, а затем в Польше. Занялся бизнесом. 27 февраля 1996 года московская прокуратура выдала санкцию на арест Сергея Станкевича. Он был объявлен в международный розыск. В 1996—1999 годах жил в Польше.
В 1997 году был задержан польскими властями, провёл около месяца за решёткой (по иронии судьбы — в той самой тюрьме, в которой ранее сидел Ф. Э. Дзержинский, памятник которому Станкевич демонтировал). Польские эксперты, исследовав расписку, пришли к выводу что она сфальсифицирована и польский суд в марте 1998 года отказал в экстрадиции бывшего депутата в Россию. В январе 1999 года Станкевич получил от польских властей статус политического эмигранта, обеспечивающий ему свободное пребывание в Польше, и вскоре вернулся из эмиграции в Россию. Уголовное дело в отношении него было прекращено. Несколько ранее из эмиграции вернулся и Анатолий Собчак.
В декабре 2000 года на IX конференции федеральной партии Демократическая Россия избран председателем партии, коим являлся до самороспуска партии в мае 2001 года.
В мае 2001 года избран членом политсовета СПС.
В ноябре 2011 года включён в центральный совет движения «Выбор России», которое возглавляет В. А. Рыжков.
В 2000-е годы Станкевич активен преимущественно в бизнесе, входя в руководство ряда крупных компаний: председатель Совета директоров Группы компаний Евросервис; председатель Совета директоров компании Балтимор; Председатель Совета директоров ОАО «Агроинвестпроект». В дальнейшем — зампред Совета директоров Агентства по привлечению иностранных инвестиций.
С 2016 года — член Совета политической Партии Роста. На парламентских выборах осенью 2016 года выдвинут в 209-м Черёмушкинском одномандатном округе Москвы.
Постоянный участник ток-шоу на российских федеральных телевизионных каналах.
Сторонник десталинизации.

## Санкции
15 января 2023 года, из-за вторжения России на Украину, внесён в санкционный список Украины так как он «распространяет кремлевские пропагандистские нарративы для оправдания действий России». Предполагается блокировка активов на территории страны, приостановка выполнения экономических и финансовых обязательств, прекращение культурных обменов и сотрудничества, лишение украинских госнаград.
17 марта 2023 года внесён в санкционный список Латвии за «поддержку зверств, совершенных кремлевским режимом», с запретом въезда в страну.

## Сочинения
- Перестройка глазами народного депутата : [Перевод] — М. : Изд-во Агентства печати «Новости», 1990. — 47,[1] с.